# Океанско споразумение
Океанско споразумение (на английски: High Seas Treaty) с пълно име Международен договор за защита на биологичното разнообразие в откритото море (на английски: Biodiversity Beyond National Jurisdiction – BBNJ Agreement), известен и като Договор за откритото море, е правно обвързващ международен договор, приет под егидата на Организацията на обединените нации. Той е насочен към опазване и устойчиво използване на морското биоразнообразие в зоните извън национална юрисдикция, които покриват около две трети от световния океан.
Договорът се счита за ключов пробив в международното морско право и има потенциал да подобри глобалното управление на океаните и да допринесе за постигането на цел 14 от Целите на ООН за устойчиво развитие – опазване и устойчиво използване на океаните, моретата и морските ресурси.
Документът е резултат от усилията за защита на глобалното океанско биоразнообразие, започнали през 1982 г. с Конвенцията на ООН по морско право. Дългогодишните преговори водят до подписването на Океанското споразумение през 2023 г., което запълва пропуските в съществуващото регулиране на международното управление на откритото море.

## Основни задачи
Договорът обхваща четири основни области:
- Оценка на въздействието върху околната среда: Включва задължения за подробна оценка на въздействието на човешката дейност върху морските екосистеми.
- Създаване на защитени морски зони: Оформяне на мрежа от морски защитени територии.
- Достъп до генетични ресурси: Проблеми, свързани с достъпа и разпределението на генетични ресурси от морски организми.
- Международно сътрудничество и обмен на информация: Улесняване на обмена на научни и технически данни.

Договорът за откритото море представлява историческа стъпка в международните усилия за защита на глобалното морско биоразнообразие. Той предлага правно обвързващи механизми за справяне с редица екологични предизвикателства, включително загубата на биоразнообразие, замърсяването и въздействието на климатичните промени върху океанските екосистеми.

## Ратификация
За да влезе в сила, споразумението трябва да бъде ратифицирано от поне 60 държави. Към 15 май 2025 г. са го ратифицирали 21 държави, като се очаква необходимият брой ратификации да бъде постигнат до юни 2025 г., когато ще се проведе Третата конференция на ООН за океаните. Към 13 май 2025 г. България все още не е ратифицирала документа.
Бързата ратификация е от съществено значение за засилване на международните усилия за опазване на океаните, смекчаване на климатичните промени и защита на живота и поминъка на милиарди хора по света.